# مؤید ابوکشک
مؤید ابوکشک (انگلیسی: Mo'ayyad Abu Keshek؛ زادهٔ ۲۷ آوریل ۱۹۸۲) بازیکن سابق و مربی فوتبال اهل اردن است.
از باشگاه‌هایی که در آن بازی کرده‌است می‌توان به باشگاه فوتبال الجزیره (امان)، باشگاه ورزشی النصر کویت، باشگاه ورزشی فنجاء، باشگاه فوتبال الشباب اردن، و باشگاه ورزشی الفیصلی اشاره کرد.
وی همچنین در تیم ملی فوتبال اردن بازی کرده‌است.